# Smrťova říše
Smrtě (fiktivní postavu z Úžasné Zeměplochy) odjakživa fascinovali lidé, a tak se nechal inspirovat a vytvořil si svět, ve kterém by mohl žít. Do Smrťovy říše se můžeme podívat v románech Lehké fantastično, Mort a Sekáč. 
V jeho říši nevládne čas kromě toho, který si návštěvníci vezmou s sebou, neexistují jiné barvy než různé odstíny černé, není jiný život než ten, který do ní přišel… Barevnou výjimkou je žluté pole, které Smrť do své říše přidal v knize Sekáč. Dále má ještě dvě žluté věci: gumovou kačenku a mýdlo. Smrť si postavil dům, který ale odráží jeho nepochopení jistých faktů a jevů – například že dům má mít vnitřní rozměry stejné nebo o něco menší než ty vnější, že zásuvky u stolů se mají otevírat, že držák na deštníky je v oblasti, kde nikdy neprší, zbytečný…